# Reprezentacja Meksyku na Mistrzostwach Świata w Wioślarstwie 2009
Reprezentacja Meksyku na Mistrzostwach Świata w Wioślarstwie 2009 liczyła 7 sportowców. Najlepszym wynikiem było 5. miejsce w czwórce podwójnej wagi lekkiej mężczyzn.

## Medale

### Złote medale
Brak

### Srebrne medale
Brak

### Brązowe medale
Brak

## Wyniki

### Konkurencje mężczyzn
- czwórka podwójna wagi lekkiej (LM4x): Horacio Rangel Ramírez, Saúl García, Alan Eber Armenta Vega, Juan Jiménez Regules – 5. miejsce

### Konkurencje kobiet
- jedynka wagi lekkiej (LW1x): Lila Pérez-Rul – 14. miejsce
- dwójka podwójna wagi lekkiej (LW2x): Gabriela Huerta Trillo, Analicia Ramírez – 13. miejsce